# Штакендорф
Штакендорф (нем. Stakendorf) — община в Германии, в земле Шлезвиг-Гольштейн. 
Входит в состав района Плён. Подчиняется управлению Пробстай.  Население составляет 461 человек (на 31 декабря 2010 года). Занимает площадь 7,97 км².